# Trest smrti v Eritreji
Trest smrti v Eritreji je legální forma trestu. V praxi je však Eritrea považována za abolicionistu, neboť poslední poprava v zemi byla vykonána v roce 1989. Od vyhlášení nezávislosti Eritreji na Etiopii a po získání mezinárodního uznání v roce 1993 nedošlo v zemi k žádné popravě.

## Historie
Poslední poprava na území Eritreji byla vykonána v roce 1989, tedy čtyři roky před tím, než země vyhlásila nezávislost na Etiopii a získala mezinárodní uznání. The New York Times informovaly v roce 1989 o popravě generála Demessi Bulta, který se pokusil o puč proti etiopskému prezidentovi Mengistu Haile Mariamovi, který byl popraven nižšími důstojníky v Asmaře dne 19. května 1989.
V letech 2010 až 2012 Eritrea podepsala rezoluci OSN o moratoriu, ale zdržela se hlasování o této rezoluci. V roce 2019 eritrejská delegace ve Výboru OSN pro lidská práva uvedla: "V zemi nepanovala shoda ohledně zrušení trestu smrti." Výbor poznamenal, že v Eritreji neexistuje oficiální moratorium na trest smrti a doporučil jej zavést. Doporučil také, aby se země stala signatářem Druhého opčního protokolu k Mezinárodnímu paktu o občanských a politických právech, který se týká celosvětového zrušení trestu smrti. V roce 2020 Eritrea hlasovala ve prospěch moratoria OSN na trest smrti.
Eritrejská ústava, která byla ratifikována 23. května 1997, připouští trest smrti. V ústavě je ustanovení, že "žádná osoba nesmí být zbavena života bez řádného soudního procesu".

## Zákon o trestu smrti
Legálními způsoby popravy jsou v oběšení a zastřelení popravčí četou. Eritrejský trestní zákoník povoluje vynesení rozsudku smrti za závažný trestný čin první nebo druhé třídy, ale tento rozsudek není mandatorní, je to pouze jedna z několika možností trestu za závažné trestné činy. Mezi trestné činy první třídy, za které lze udělit trest smrti, patří genocida, zločiny proti lidskosti, válečné zločiny proti civilnímu obyvatelstvu, válečné zločiny proti zraněným, nemocným nebo trosečníkům, válečné zločiny proti válečným zajatcům, velezrada, sabotáž za přitěžujících okolností, pirátství a úkladná vražda. Mezi trestné činy druhé třídy, za které může být vynesen nejvyšší trest, patří, zrada během války nebo státních mimořádných událostí, špionáž za přitěžujících okolností, závažná korupce veřejného činitele ve výši přesahující pět milionů nakf, způsobení katastrofy a únos letadla.
Eritrea nepovoluje popravy těhotných žen, matek dětí mladších tří let, osob označených za "duševně nebo tělesně postižené" a osob, které nevyčerpaly všechny své možnosti odvolání. Eritrea také nepovoluje popravy lidí, čekajících na popravu více než 30 let.